# Nati nel 1471
| Questa pagina contiene informazioni ricavate automaticamente dalle voci biografiche con l'ausilio del template Bio e di un bot. L'aggiornamento è periodico e automatico e ricostruisce completamente la pagina. Se manca una persona in questa lista, sei pregato di non aggiungerla, ma accertati piuttosto che la sua voce biografica contenga il template Bio e che i dati anagrafici siano correttamente compilati. Se il template Bio manca, inseriscilo tu stesso o, in alternativa, metti l'avviso {{tmp\|Bio}} che ne segnala la mancanza. Se i dati riportati sono sbagliati, correggi direttamente la voce biografica; le modifiche saranno visibili in questa lista entro pochi giorni. Per chiarimenti vedi il progetto biografie. La lista contiene solo le 21 persone che sono citate nell'enciclopedia e per le quali è stato implementato correttamente il template Bio. Pagina aggiornata al 18 ago 2025. |

- 17 gennaio - Kṛṣṇadevarāya, sovrano indiano († 1529)
- 9 febbraio - Elisabetta Gonzaga, mecenate italiana († 1526)
- 21 maggio - Albrecht Dürer, pittore, incisore e matematico tedesco († 1528)
- 27 agosto - Giorgio di Sassonia, nobile tedesco († 1539)
- 10 settembre - Raffaele de' Pazzi, condottiero italiano († 1512)
- 7 ottobre - Federico I di Danimarca, re († 1533)
- Mariano Abignente, condottiero italiano
- Bogdan il Cieco, nobile moldavo († 1517)
- Zanobi Carnesecchi di Francesco, politico italiano
- Andrea Centurione Pietrasanta, doge († 1546)
- Symphorien Champier, medico francese († 1539)
- Paolo Cortesi, scrittore italiano († 1510)
- John Forest, francescano inglese († 1538)
- Galeotto Franciotti della Rovere, cardinale e vescovo cattolico italiano († 1508)
- Giacomo Boschetti, militare italiano († 1509)
- Benedetto Giovio, notaio e storico italiano († 1545)
- Ansaldo Grimaldi, diplomatico e banchiere italiano († 1539)
- Anne Hastings, nobildonna inglese († 1520)
- Publio Francesco Modesti, letterato italiano († 1557)
- Rodrigo Ronquillo, militare e nobile spagnolo († 1552)
- Simone V di Lippe, nobile tedesco († 1536)